# Hubert Henry Davies
Hubert Henry Davies född 30 mars 1869 i Woodley England död 17 augusti 1917 i Yorkshire England, var en engelsk författare och pjäsförfattare.